# Дункерн, Антон
Антон Леонард Дункерн (нем. Anton Leonhard Dunckern; 29 июня 1905, Мюнхен, Германская империя — 9 декабря 1985, Мюнхен, ФРГ) — немецкий юрист, бригадефюрер СС, руководитель СС и полиции во французском городе Мец.

## Биография
Антон Дункерн родился 29 июня 1905 года в семье чиновника Леонарда Дункерна и его супруги Марии. С 1912 по 1924 посещал народную и среднюю школу, после чего изучал право в университете Мюнхена. В 1930 году сдал первый государственный экзамен. В 1933 году сдал второй государственный экзамен.
В 1923 году участвовал в Пивном путче в составе добровольческого корупуса Оберланд. За участие в данном событии 22 июня 1934 года Адольф Гитлер наградил его орденом Крови. 1 октября 1930 года вступил в НСДАП (билет № 315601) и  СС (№ 3526). С 15 июля 1934 года возглавлял отделение  гестапо в  Бреслау. 1 марта 1935 года возглавил гестапо в Саарбрюккене. С 15 февраля 1937 и до 1938 года был руководителем гестапо в городе Нойштадте. В это время гауляйтер Йозеф Бюркель также назначил Дункерна своим политическим советником. Весной 1938 года был переведён в главное управление службы безопасности (СД) в Берлине. 1 февраля 1939 года стал начальником секции СД «Центр» в Брауншвейге.
С 9 июля 1940 по июнь 1944 года занимал пост руководителя полиции безопасности и СД в регионе Саар-Лотарингия. С начала октября по 18 ноября 1944 года был руководителем СС и полиции в Меце. В ночь с 19 на 20 ноября 1944 года попал в плен во время оккупации американскими войсками Меца и лично допрашивался генералом армии США Джорджем Паттоном. До начала апреля 1945 года находился в заключении в Великобритании.

### После войны
После содержания в британском плену был переведён в лагерь на территории США, а оттуда летом 1946 года — в генеральский лагерь в Гармиш-Партенкирхене. С осени 1947 по 1953 год содержался в военной тюрьме в Меце. 1 июля 1953 года французским военным трибуналом в Меце был приговорён к 20 годам трудовых лагерей, но уже в июне 1954 года был досрочно освобождён. После освобождения вернулся в ФРГ и с 1956 по 1970 года занимался юридической практикой в Мюнхене. В январе 1962 года заболел энцефалитом, который вызывал паралич и привёл к госпитализации. В конце того же года был выписан из больницы и стал проживать у себя в поместье Шлютерхоф во Фрайзинге. В начале 1970-х годов прокуратура Мюнхена проводила против него расследования по обвинению в причастности к депортациям французских евреев. 7 мая 1971 года расследование было прекращено. Умер в 1985 году после продолжительной болезни.